# Siniša Ubiparipović
Siniša Ubiparipović - em sérvio Синиша Убипариповић (25 de Agosto de 1983, Zenica) - é um futebolista Bósnio que atua na equipe do Ottawa Fury.